# شهارة
شهارة(بالإنجليزية: Shaharah, Shahara или Shehara) تقعُ مدينة شُهارة على قمةِ الجبلِ الأوسط من جبال الأهنوم، المُصَنّفة من ضمن مرتفعات اليمن الشمالية الغربية، وتبعد عن العاصمة صنعاء بنحو 180كم  بالشمال الغربي منها، بينما تبعد عن مدينة عمران عاصمة المحافظة بنحو 90 كيلو متراً شمالاً يميل إلى الغرب، ويمكن الوصول إليها من صنعاء عبر عمران ثم ريدة ومنها إلى خمر ثم مدينة حوث ومنها إلى شهارة. تعد شُهارة إحدى المدن اليمنية المعلقة من خلال تربعها على سلسلة جبلية وعرة يطلق عليها اسم سلسلة جبال الأهنوم نسبة إلى قبائل الأهنوم التي تسكنها، وتشتمل هذه السلسلة على جبل «شهارة الفيش» وجبل «شهارة الأمير». ومدينة شهارة هي المركز الإداري لمديرية شهارة، يرتفع هذا الجبل حوالي 3000 متر عن مستوى سطح البحر، كما تشتمل المنطقة على جبل سيران الغربي والشرقي وجبل ذري، وجبل المدان، وجبال القفلة وعيشان ثم جبال ظليمة وبني سوط، وهي بالجنوب من السلسلة، ثم جبال الجميمة وبني جديلة، يحد هذه السلسلة الجبلية من الشمال وادي الفقم النازل من العشية إلى مور، وجنوباً وغرباً وادي مور النازل من أخرف والبطنة، وشرقاً سهل العصيمات وعذر، وقد قسمت شهارة إدارياً إلى مديريتين مديرية شهارة، ومديرية المدان، تتميز مدينة شهارة بطبيعة خلابة ومناخ معتدل، ومورث حضاري غني بتراثه وعاداته وتقاليده استطاع أن يجعلها في مصاف المدن السياحية اليمنية المتمتعة بمقومات الجذب السياحي. حيث كان يقصدها خلال العام الواحد أكثر من 18 الف سائح وسائحة محليين ومن جنسيات عالمية وعربية مختلفة، ومدينة شهارة في أغلبها عبارة عن مباني تاريخية وأثرية قديمة، أشبه بمتحف أثري مفتوح على الطبيعة ، ولكن تبرز أهم المعالم في مجموعة من المباني المهمة مثل جسر شهارة وجامع الإمام القاسم بن محمد بن علي الذي يعود تاريخ بنائه لسنة 1025 هجرية وعدد من المساجد الأخرى والمدارس التاريخية المعروفة قديماً باسم المعلامة.

## أصل التسمية
قال المقحفي:
«شُهارة بضم الشين المعجمة وقد تفتح، جبل مشهور في بلاد الأهنوم شمالي حجة، وهو من معاقل اليمن المشهورة.» [المقحفي، معجم البلدان والقبائل اليمنية، ص365].
وذكر أحمد بن محمد الشرفي في كتاب اللآلئ المضيئة [ج6/ ص109] ما معناه:
«أنها كانت تسمى معتق، كما كانت تسمى ظفار، وأن صاحب اليمن في زمن أسعد الكامل، حاصرها حين سكنها أسعد الكامل مع ثمانين رجلاً، فقال صاحب اليمن: شهرنا هذا الجبل شهره الله، فسمي شهارة؛ فيرجع سبب تسميتها بشهارة لاشتهارها.»
أما مؤلف سيرة ذي الشرفين، فقد أطلق عليها "شهارة
الكبيرة"؛ تمييزاً لها عن شهارة الفيش.

### سبب تسمية «شهارة الأمير» و«شهارة الفيش»
كانت تسمى مدينة «شهارة» بشهارة الأمير؛ نسبة إلى الأمير «ذي الشرفين» محمد بن جعفر بن القاسم بن علي العياني، والذي اتخذها حصناً منيعاً خاصاً به، في منتصف القرن الخامس الهجري، بعد تعقب الصليحيين له؛ إذ هيأتها لتكون حصناً طبيعتُها الجبلية المرتفعة ذات الانحدارات الشديدة؛ لذلك عندما وجه المكرم «أحمد بن علي الصليحي» قواته لمهاجمة الأمير «ذي الشرفين»، عادت تلك القوات خائبة إلى ثكناتها، واستمر الأمير «ذو الشرفين» في شهارة حتى وفاته بها، في سنة (478هـ)، فنُسبت مدينة شهارة إليه، فسميت «شهارة الأمير».

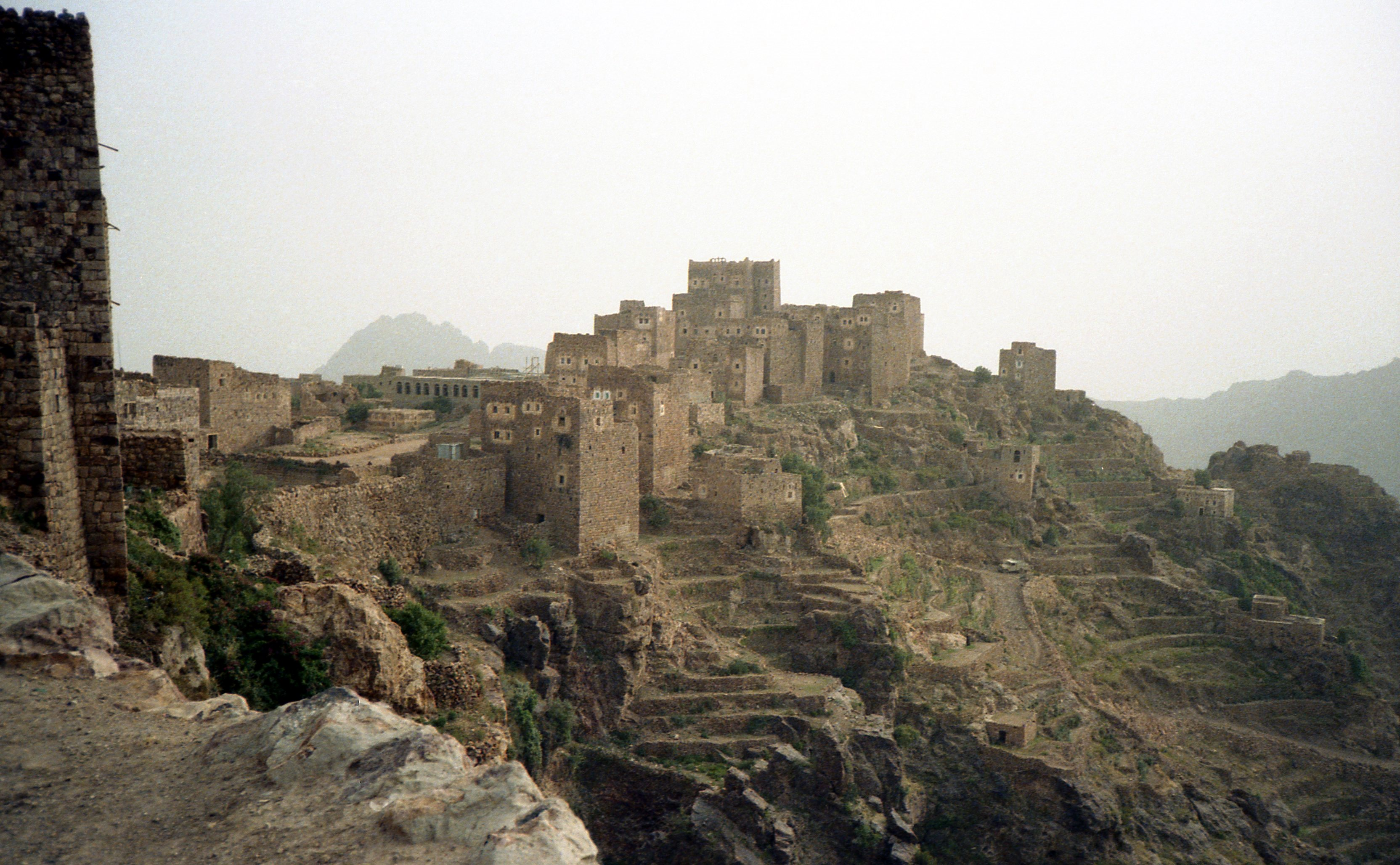
صورة لمباني اعلى جبل شهارة

قال اسماعيل بن علي الأكوع في كتابه (هجر العلم):
«شُهارة بضم الشين المعجمة ـ كما في (تاج العروس) ـ فقد جاء فيه ما لفظه: شُهارة بالضم حصن عظيم يقال له: شُهارة الفيش، وهو من معاقل الأهنوم، وبفتح الشين وكسرها، كما هو معروف في ألسنة الناس، وتعرف بشهارة الأمير: نسبة إلى الأمير ذي الشرفين ...., وبجوارها من جهة الشرق شهارة الفيش: نسبة إلى القيل ذي فائش.» [الأكوع، هجر العلم ومعاقله، ص1058].
أمَّا مؤلف سيرة الأمير ذي الشرفين فيصف شهارة في القرن الخامس الهجري، فيقول:
«جبل شامخ، ومعقل باذخ، مزر على أربعة جبال، مركوز بين شناخيب طيال أصلهن واحد، رؤوسهن متباعدة، ويعني أن يحاط به في يومين لا يتهيأ له حصر ولا يخشى فيه قهر. وهو جبلان فليقان ليس لكل واحد منهما إلا طريق بباب، بينهما فرق بعيد الغور في الأرض ومقدار قاب القوس في الطول والعرض، يتناجى الرجلان بخفي الأصوات فيما يحتاجان من الأسرار والحاجات، تنظر من فوقه الشمس وهي تدرج فوق السحاب، وترى البرق والرعد من تحته وفي الأودية والشعاب، ذاهب في السماء لا يكاد يفارقه الغيم والغمام، وإذا كنت في الليل أساسه وأوقدت النيران في رأسه اختلطت عليك الوهوم فلا تكاد تفرق بين النيار والنجوم، وإنما سميت شهارة إلا لاشتهارها.».
يفصل بين شهارة الفيش وشهارة الأمير جسر حجري متميز، ولذلك كانت تسمى الجبل المشطور، حيث يوجد بينهما شطر، وهوة فاصلة شاهقة، يقول الشاعر:
سقى الجبل المشطورجنبي شهارة.. شآبيب جود مصلح غير مفسد.
وقيل قد يكون سبب تسميتها بشهارة الفيش؛ لأنها لم تُسكن، وكانت المناطق غير الآهلة بالسكان تسمى فيش في العامية.

## الجغرافيا والتقسيم الإداري
تقع مدينة شهارة على قمة الجبل الأوسط من جبال الأهنوم، المُصَنّفة من ضمن مرتفعات اليمن الشمالية الغربية، وتبعد عن العاصمة صنعاء نحو 180كم  من جهة الشمال الغربي، بينما تبعد عن عمران عاصمة المحافظة نحو 130 كم  شمالاً يميل إلى الغرب. وتحيط بشهارة مديريات المحافظة من جميع الجهات حيث يحدها من الشرق والشمال مديرية قَفلَة عِذَر ومن الشمال الغربي مديرية المدان ومن الغرب مديرية صوير وبني عرجلة ومن الجنوب مديرية حبور ظُليمة
كما تمتد بين دائرتي عرض 00 16َ ْو15 16َ ْ شمالاً، وبين خطي طول 30 43َ ْ و45 43َ ْ شرقاً، وتقبع المدينة على قمة جبل يُقدر ارتفاعه بنحو 2510م

### السلسلة الجبلية للمنطقة

#### جبل شهارة
يقع جبل شهارة وسط جبال الأهنوم يميل إلى الشرق، وممتدا منه إلى الغرب فيطل من الشرق على منخفض سوق الأحد ـ قفلة عذر ـ  بحافة متدرجة على شكل مصاطب، ثم يتدرج في الارتفاع إلى أن يصل أعلى قمة له في المشريح (2609م) عن سطح البحر، ثم يتدرج في الانخفاض نحو الغرب ليتعرض لهوة سحيقة تفصل بين شهارة الفائش وشهارة الكبيرة، والذي بني فيها جسر شهارة الحالي ليصل بين الجبلين. أما شهارة الكبيرة فتصل أعلى قمة بها إلى (2510م) وتتسع قمتها قليلاً، ثم تتدرج نحو الغرب لتتصل بجبل سيران الغربي في موطن بني هراوة (العَطوة)، ومع جبل ذري في الكنية وبيت الشاعر (مياح). أما من جهة الشمال فتطل بحافة شبه قائمة على وادي العق الذي يصب إلى وادي صَوِرْ شرقها ومنه إلى وادي وهان فَيَصبُّ إلى وادي أخرف جنوباً، ومن الجنوب يطل على وادي رخم بحافة ارتفاعها (800م)، كما يتصل جنوبه الشرقي بجبل سيران الشرقي في مركز الرحبة على ارتفاع (1700م)، ويغلب على حافاته الانحدار الجرفي الشديد والمتوسط.

#### جبل ذري
يقع شمال شهارة ويماثله في الامتداد بشكل عرضي من الشرق إلى الغرب ويفصل بينهما وادي العق، ويظهر من الشرق بحافة شبه مائلة إلى الخلف ويطل على وادي رجح شرقا، كما يطل بحافة شبه قائمة على وادي انهر من الغرب الذي يفصل بينه وبين المدان ويتصلان مع سيران الغربي وشهارة في الكنية وبني هراوة والخليف. ويرتفع الجبل بشكل متدرج إلى أن يصل أعلى ارتفاعه 2520م، ويغلب عليه الانحدار الشديد والشديد جداً.

#### جبل سيران الشرقي
يقع جنوب جبل شهارة ويمتد من الجنوب إلى الشمال حيث يتصل بجبل شهارة في مركز الرحبة من الشمال، ويطل على وادي رخم من الغرب والجنوب وهو الذي يفصل بينه وبين سيران الغربي من جهة وبينه وبين مرتفعات ظليمة من جهة أخرى، كما يطل من الشرق على وادي وعار (أقر) الذي يصب إلى وادي رجح ومنه إلى وادي أخرف. ويتميز الجبل بخمس قمم تصل أعلاها إلى 2040م في جبل شام، لكنها متدرجة من الجنوب إلى الشمال ويغلب عليها الانحدار الشديد والشديد جداً، كما يظهر عليه بعض النتوءات مثل بني رعدان وبني خبشة وموس والحبس.

#### جبل سيران الغربي
يمتد بشكل طولي من الجنوب إلى الشمال ليلتقي بجبل المدان في بني هراوة وحمدران وبجبل شهارة وذري في الكنية وبيت الشاعر (مياح)، ويطل من الشرق على وادي رخم ومن الجنوب الشرقي يتصل بجبل ظليمة، كما يطل من الجنوب الغربي على منخفض صوير، أما من الغرب فيطل على وادي الساحل والهيجة اللذان يصبان إلى منخفض صوير، ويظهر على الجبل تسع قمم، كما يضيق قليلا في ارتفاعه الأوسط، وأعلى ارتفاع للجبل يظهر في قمة اليريم العيازرة البالغ (2480م)، وتظهر المصاطب الصخرية على الحافات التي مزقتها روافد المياه غربا وشرقا. كما يغلب على سفحه.
ومدينة شهارة هي إحدى مديريات محافظة عمران في اليمن. بلغ عدد سكانها 43738 نسمة عام 2004. وتضم أربع عزل:
1. سيران الغربي.
2. سيران الشرقي
3. ذري
4. مركز المديرية مدينة شهارة.

موقع مديرية شهارة في محافظة عمران

تتميز مدينة شهارة بجوها المعتدل على مدار العام باستثناء فصل الشتاء البارد نسبيا.
ويعتمد سكان المدينة بدرجة أساسية على الزراعة إلى جانب النشاط السياحي بما تمتلكه من مقومات جذب سياحي كبير في ارتياد السياح والزوار لها بغرض التمتع بمنظر المدينة القديمة التي تتربع على ضفاف سفح الجبل وتطل على عدد من الوديان والقيعان الواسعة في عدد من المديريات المحيطة بالجبل.
أشهر وديانها الزراعيه:
- وادي الرحبة
- والقشبة
- والعقل
- وقاع القابعي وبن كامل.[7]

## شهارة تاريخياً
حين ننظر إلى التسميات السابقة لجبال شهارة نجد اسم (شهارة الفيش) ملفتاً، والفيش هي نسبة إلى قبيلة «فيشان» القبيلة اليمنية العتيقة التي ظهرت في نهاية (الألف الثاني قبل الميلاد)، وقد قامت هذه القبيلة بدورٍ رئيسي في تكوين مملكة سبأ، فحين بدأ بروز الدولة السبئية في نهاية (الألف الثاني قبل الميلاد) كان تكوينها نتيجة لاتحادات قبلية بدأت باتحاد قبيلة سبأ وقبيلة فيشان وتشكلت بعدها المملكة السبئية لنجدها في الفترة التي أعقبت حروب المكرب السبئي «كرب إل وتر» مكرب سبأ في (القرن السابع قبل الميلاد)؛ تتجه إلى البحث عن مواقع استيطانية كان هدفها التحكم بقيعان الهضبة الجبلية والتي منها قاع البون وقاع الرحبة وصنعاء، وقاع جهران، وقاع السهمان غير أن قبيلة فيشان وجهت عشائرها إلى استيطان قاع البون وقراه ومدنه الشمالية، والتي كان أبرزها مدن عمران، وخمر، وريدة، ويُعتقد أن هناك بعض العائلات انتقلت إلى سلسلة جبال الأهنوم ومكثت فيها، مما يؤكد أن المنطقة كانت معمورة في عصور ما قبل الإسلام.
وقد ذكر بعض المؤرخين أن الملك «أب كرب أسعد» المشهور «بأسعد الكامل» قد سكن في شهارة في (القرن الخامس الميلادي).
في حين تذكر بعض المصادر التاريخية أن شهارة بدأت بالظهور في الفترة الإسلامية خاصة في منتصف (القرن الخامس الهجري) وذلك حين اتخذها الأميرُ ذو الشرفين «محمد بن جعفر بن القاسم بن علي العياني» المتوفى في سنة (478 هجرية)  حصناً منيعاً خاصاً به، بعد تعقب الصليحيين لأثره فاتخذها كحصن منيع وفرته طبيعتها الجبلية المرتفعة ذات الانحدارات الشديدة؛ لذلك حينما وجه المكرم «أحمد بن علي الصليحي» قواته المحاربة إلى مهاجمة الأمير «ذي الشرفين»، رجعت قواته خائبة إلى ثكناتها العسكرية، فيما استمر الأمير «ذو الشرفين» في جبل شهارة حتى وفاته فيها وذلك في سنة (478 هجرية)، وقد نسبت مدينة شهارة إليه، فسميت بشهارة الأمير.
وخلال الفترة الأولى لحكم العثمانيين اليمن، تمكن العثمانيون من اقتحام واحتلال مدينة شهارة في سنة (955 هجرية)، واستمر احتلالها إلى العقد الثاني من (القرن الحادي عشر الهجري) وقد بنو فيها عدة منشآت إلى جانب رصهم للطرق المؤدية إلى المدينة، ومن أهم منشأتهم فيها (دار الناصرة) ـ حصن الناصرة، و (دار سعدان).
وقد اتخذها الإمام «القاسم بن محمد بن علي» عاصمة لدولته وجعل منها مدرسة لتدريس ونشر المذهب الزيدي، وبعد وفاته في سنة (1029 هجرية)، خلفه ابنه الإمام «المؤيد محمد بن القاسم» الذي اشتهر بتشييد جوامع العبادة ومدارس العلم التي قامت في ذلك الوقت بنشر المذهب الزيدي، وقد حدثت بينه وبين العثمانيين حرب شرسة إلى أن رحل العثمانيين عن اليمن في سنة (1045 هجرية)، وتوفي القاسم بن محمد بن علي في سنة (1045 هجرية).
بعد ذلك ارتبطت مدينة شهارة في عهد الإمام يحيى بن محمد حميد الدين  وهو ابن الإمام المنصور محمد حميدالدين (1322 - 1367 هجرية) بحادثة شهيرة تبدأ أحداثها بوصول الإمام «يحيى بن حميد الدين» إليها هرباً من العثمانيين الذين وصلوا من تركيا خلال الفترة لثانية لقمع تمرد اليمنيون على الدولة العثمانية؛ خاصة بعد أن فرَّ ممثل السلطان العثماني من صنعاء إلى زبيد عقب دخول الإمام «يحيى» صنعاء تناصره قبائل همدان وحاشد والأهنوم، وقد وصلت القوات العثمانية بقيادة الباشا «أحمد فيضي» إلى صنعاء حاملة معها أحدث المعدات من مدفعية ثقيلة وأسلحة نارية خفيفة، ولم تلبث تلك القوات سوى بضعة أيام حتى تحركت قاصدةً شهارة بقوة تتألف من عشرة طوابير بكامل معداتها العسكرية، ولم تتعرض تلك القوات لأي عوائق في الطريق من صنعاء إلى شهارة، وعندما وصل إلى أسفل جبال شهارة فوجئ بالقبائل التي توحدت تحت قيادة الإمام «يحيى»، واندحرت القوات العثمانية وفر قائدها وبعض من قواته التي نجت بعد معركة ضروس، وخلال هذه المعركة استخدم اليمنيون طريقة دفاعية متميزة تمثلت في إسقاط وقذف الأحجار الكبيرة من أعلى قمم جبال شهارة على القوات العثمانية الماكثة في الوديان الضيقة.

## خصائص الطبيعة والمباني في شهارة
تقع مدينة شهارة على الجبلين المتقاربين الشرقي والغربي والذي يطلق عليهما (شهارة الفيش)، و (شهارة الأمير)، ويربط بين الجبلين جسر (جسر شهارة) أقيم على الأخدود الفاصل بينهما وكانا الجبلان قديماً يعرفان بجبل معتق.
ومدينة شهارة مدينة جميلة كانت فيها برك للماء وعين ماء كان يطلق عليها (المقل).
ومباني المدينة قوامها الأحجار تتخللها المساجد والقباب، وبعض الخرائب منها ما يعود إلى فترة إنشائها في منتصف (القرن الخامس الهجري) إنشاء مدينة «شهارة الأمير»، وفيها ـ أيضاً ـ حصن الناصرة ودار سعدان اللذان أقامهما العثمانيين في الفترة الأولى لحكمهم اليمن في الفترة الممتدة من سنة (995هجرية) إلى العقد الثاني من (القرن الحادي عشر الهجري).
وفيها جامع حسن ـ بناه ـ الإمام «القاسم بن محمد بن علي» المتوفى في سنة (1029 هجرية)، وقبره فيه مشهور، وفيها (سبعة مساجد) غير الجامع.
تحصينات شهارة:
تميزت مدينة شهارة بتحصيناتها الطبيعية، فهي عبارة عن مدينة تقع على جبل شاهق شديد الانحدار، مما أهَّلها لأن تكون مكاناً استراتيجياً في مواجهة الأعداء، وقد استفاد الأئمة اليمنيون من هذا التحصين في مواجهة الغزو العثماني، ومن ذلك لجوء الإمام القاسم بن محمد إليها، وكذا الإمام يحيى حميد الدين، فقد جعل للمدينة ثمانية أبواب محكمة، وعدد من النوب المرفقة بها، بالإضافة إلى أماكن حراسة ونحو ذلك، ولا يمكن لأحد أن يدخلها من غير تلك الأبواب؛ إذ من المستحيل على أي أحد ولو كان خبيراً في التسلق أن يجد مدخلاً غيرها.
وقد صُممت الأبواب في أماكن ضيقة ومرتفعة ومناسبة، مما سهل لمن في المدينة التحكم بها والسيطرة عليها.
أبواب المدينة وطرقها:
ولشهارة طرق محكمة بين الجبال، وأبواب لكل طريق، منها باب النصر، وباب النحر وباب السرو، وعلى كل باب هناك حراس يقومون على حمايته.
من جملة الاهتمامات الكبيرة بالمدينة تمهيد طرقها وتسهيلها؛ لوصول الجمال والجماعات والناس إليها ونحو ذلك، فقد عبدت الطرق إلى المدينة وداخلها، وحددت حسب الحاجة والأهمية.
فهناك طريقان يصلان بك إلى شهارة، قام ببنائهما الأمير ذو الشرفين في منتصف القرن الخامس الهجري، أحدهما من جهة الغرب والآخر من جهة الجنوب.
ثم أنشأ الإمام القاسم بن محمد بن علي طريقاً آخر يصل بشهارة الفيش، وقام أيضاً برص عدد من الطرق، وأقام عدداً من الأبواب للمدينة، وقد استكمل بناءها ولده الإمام المؤيد بالله بعد وفاة والده، وبذلك تكونت شبكة طرق محكمة بين الجبال، لكل طريق باب ولكل باب اسم، وهي كالتالي:
- باب الفتوح وسمي مؤخراً بباب النحر: ويقع في الجهة الجنوبية للمدينة، وإليه تنفذ الطريق التي أنشأها الأمير ذو الشرفين في الجهة الجنوبية بعد منتصف القرن الخامس.[2]
- باب النصر: ويقع في الجهة الغربية للمدينة، وهو منفذ الطريق الجنوبية التي بناها الأمير ذو الشرفين، وجددها الإمام المنصور بالله القاسم بن محمد بن علي، وهذا الباب قد هدم بسبب أن طريق السيارات مر منه.[2]
- باب شهارة الفيش: يقع في الجهة الشرقية للمدينة، ويربط بين شهارة الفيش وشهارة الأمير، وهو طريق مرصوف بالحجارة.[2]
- باب الصلال: ويسمى باب السرو، ويقع في الجهة الجنوبية الشرقية.[20]

بالإضافة إلى ذلك: باب السويد، وباب الجسر، وباب الحرم وباب بيت لقمان.
وجعل لكل باب من الأبواب السابقة مصراعين من الخشب السميك، كانت تغلق على المدينة فلا يستطيع أحد الدخول إليها أو الخروج منها، وفي بعض الأبواب أقيمت أبراج دفاعية، كانت تقيم فيها الحراسة، ولا تزال الأبواب قائمة وكذلك الأسوار التي أقيمت في الأماكن السهلة الاجتياز في منحدرات الجبل الذي أقيمت عليه مدينة شهارة الأمير ونستثني من الأبواب الأربعة باب النصر الذي أزيل بسبب مرور طريق السيارات في موقعه.

### السدود والاحواض المائية
ومن اللافت في تخطيط المدينة، أنهم لاحظوا عند تخطيطها وبنائها حاجة الناس الماسة للمياه، فأخذوا في عين الاعتبار استغلال مياه الأمطار، فقاموا بعمارة سدود كبيرة وبرك واسعة، تستوعب كميات من المياه تكفي سكان المدينة لعدة سنوات، ومعظم هذه البرك لها ما يقارب (1000) عام من حين بنائها، فقد بناها ذو الشرفين، وبعضها (400) عام أي إلى عصر الإمام القاسم بن محمد، وجعلوا المدينة عبارة عن صبابات وسواقي تصب في تلك البرك، فإذا امتلأت البركة الأولى، يتحول الماء عبر منافذ ومجاري خاصة إلى بركة أخرى وهكذا.
قد صممت تلك البرك والسدود بإتقان، واختيرت ووزعت أمكنتها بعناية، فقد احتوت المدينة مع صغر مساحتها على أكثر من (17) سداً وبركة بين كبيرة ومتوسطة، منها:
- بركة الطوف
- الاحسني
- الشرقي الأسفل والأعلى
- العنكبوت
- سد الجامع
- السبع
- سد النحر
- بركة باب النصر
- الخارجية
- المحطة
- الصلال
- أبو طالب
- الشحنة
- بركة الشفاء

و من تلك المجاري المائية ما أنشأه الإمام القاسم أسفل مدينة شهارة، وجعله ممتداً من بئر في أسفل مدينة شهارة إلى وادي أقر (القابعي حالياً) في مسافة طولها أكثر من 3 كم، في عرض الجبل، وكان الغرض من هذا المجرى المائي أن طلاب المدارس العلمية في شهارة في فصل الشتاء ولشدة البرد، كانوا ينزلون إلى جامع أقر الذي بناه الإمام القاسم لطلبة العلم، ولكون ماء وادي أقر غير صالح للشرب فقد أنشأ الإمام القاسم هذا المجرى، وللأسف الشديد فإن هذا المجرى التاريخي قد هدم بسبب توسعة الطريق للسيارات.

#### حارات المدينة
ورغم أن مساحة مدينة شهارة ضيقة، لكنها خُططت على شكل حارات، فبلغت حاراتها ((16 حارة تقريباً، وكل حارة بها مسجد، وساحة، وبركة، ومقبرة، ونحو ذلك.

##### قصور شهارة
لقد ضمت مدينة شهارة عدد من القصور الكبيرة والمباني العالية التي تتميز بتصميمات فريدة، ونسبة المباني العالية والقصور العظيمة في المدينة أضعاف المباني العادية؛ فهناك أكثر من (100) بناية وقصر، وقد تهدمت بعضها أثناء الغزو المصري لليمن عام (1962م)، بفعل المدافع المصرية وقنابل النابالا التي كانت تضرب على المدن اليمنية ومنها مدينة شهارة، وبعضها تهدم بفعل الإهمال والهَجر.
ومن القصور المشهورة في المدينة:
- دار سعدان
- حصن الناصرة
- دار العقبة
- الغرباني

إن تلك المباني شاهدة على تطور البناء والهندسة المعمارية لدى الإنسان اليمني في تلك الحقب، فقد جعلت هذه البنايات منقوشة الأبواب، واسعة الجدران الخارجية، ومصبوبة بالقضاض، أما الجدران الداخلية - خاصة جدران المجالس- فهي مزينة ومنقوشة بحيث تشكل لوحة فنية رائعة، بالإضافة إلى أن أغلب الدرج مرصوفة بالأحجار ومصبوبة بالقضاض، ومازالت أغلب تلك المباني شامخة عالية صامدة، مع أن أغلبها لها عدة قرون، وأيضاً فإن من يزور المدينة يندهش لذلك الارتفاع والتصميم والإبداع في تلك المباني.
مساجد شهارة:
تحوي مدينة شهارة على العديد من المساجد ، موزعة بشكل تنظيمي، ومصممة تصميماً معمارياً فريداً، ومزينة بأجمل النقوش والخطوط العربية، وقد بنيت أغلبها قبل (400) عام، بناها الامام القاسم وأبناؤه، إلا أن المساجد التي بناها الإمام المؤيد تميزت بأنها تضم بابين للمسجد، باب للداخل وباب للصرح والمتوضأ، بتنسيق إبداعي فريد، وتلك المساجد هي :
- مسجد باب النصر
- مسجد الناصرة
- مسجد النافر
- مسجد باب النحر
- مسجد الصلال
- مسجد المحطة
- مسجد الحافة
- مسجد الميدان
- مسجد الغرباني
- مسجد دارة العقبة
- مسجد سدالة
- مسجد الشرقي

## أهم المعالم في شهارة

### جسر شهارة

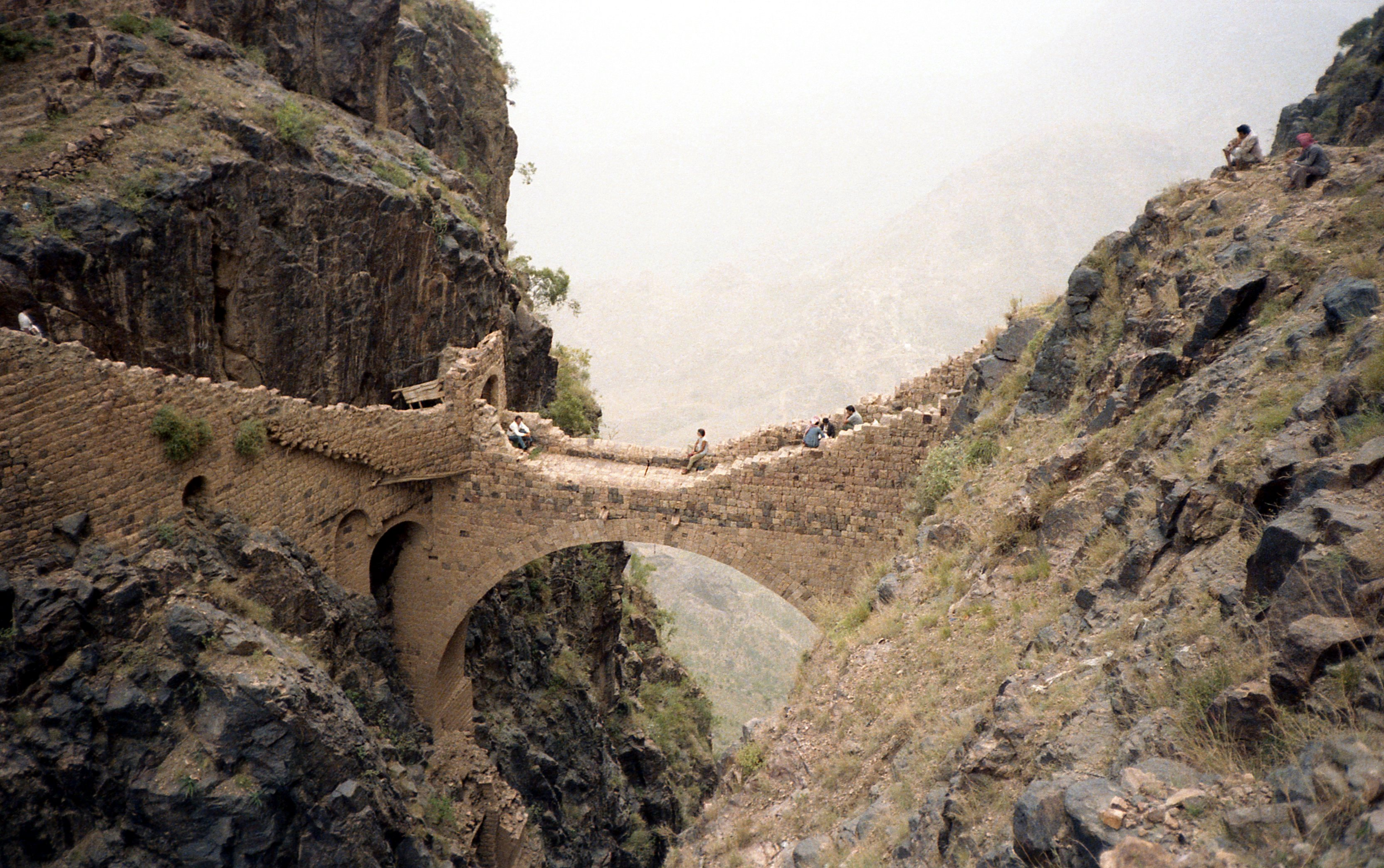
جسر شهارة

لقرون طويلة، ظل سكان منطقة شهارة في محافظة عمران، شمال غرب اليمن، يعانون الأمّرين في بيئة جبلية شاهقة، تعد من أشد السلاسل الجبلية الشمالية تبايناً في التضاريس، إذ تقع على ارتفاع 2,609 متر (8,500 قدم) فوق مستوى سطح البحر. كان أهالي شهارة يسكنون في جبلين متقابلين، تفصل بينهما هـّوة شاهقة، ذات أخدود مخيف وشديد الانحدار. وكان سكان الجبلين في شهارة، يقطعون مسيرة يوم كامل، للنزول لأسفل الأخدود الجبلي، من أجل الوصول إلى قرى الجبل الآخر.وكانت عملية نقل البضائع والماشية شاقة للغاية، وتكلف العناء والكثير من الأخطار لسكان المنطقة.

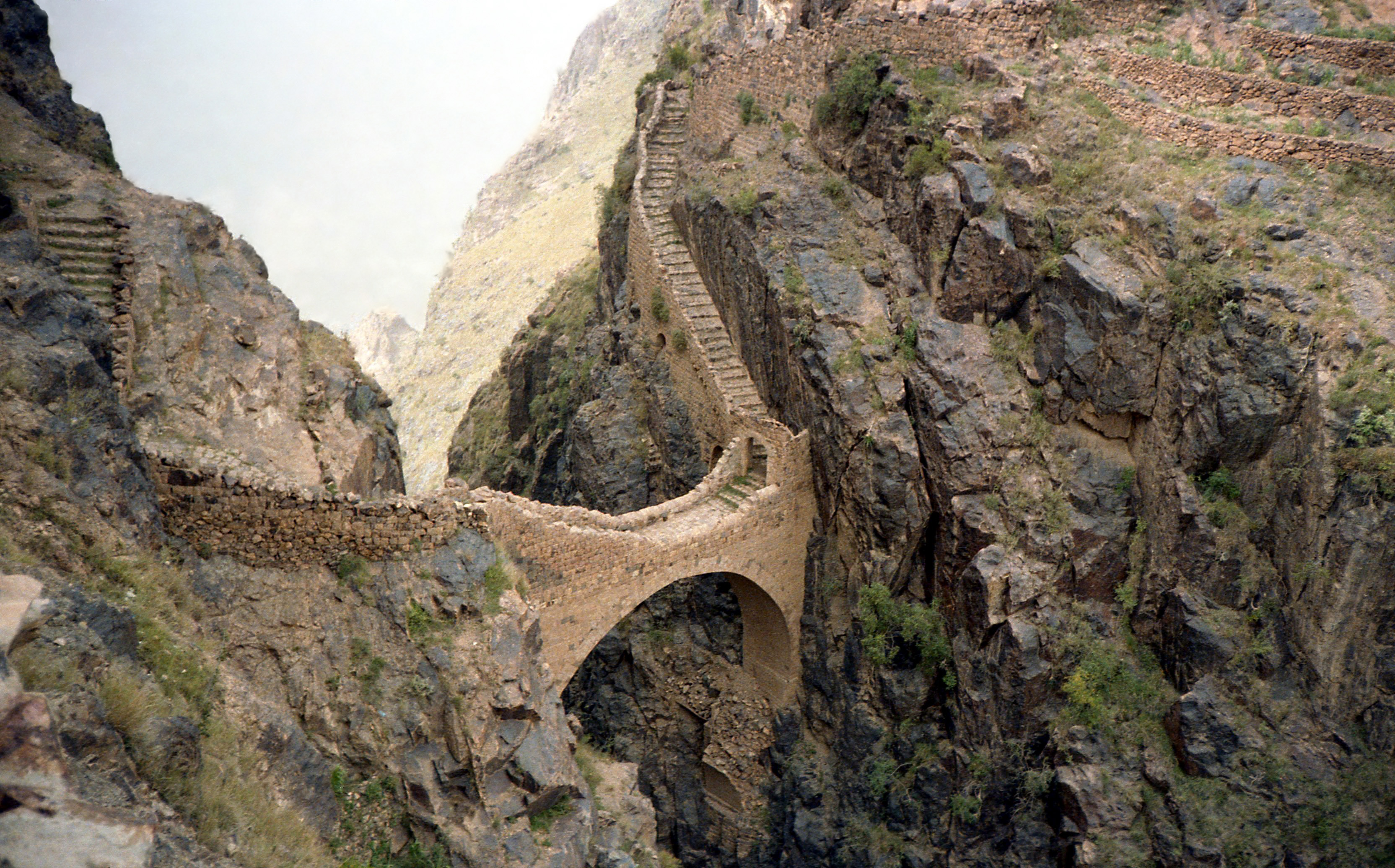
جسر شهارة

ولذلك أقيم هذا الجسر للربط بين جبلي (شهارة الفيش)، و (شهارة الأمير)، حيث كانت الطريق بينهما تتطلب الكثير من الوقت والجهد حيث كان الأهالي يلجأون للنزول إلى أسفل الأخدود الفاصل بين الجبلين ثم الصعود إلى الجبل الآخر، هذا هو الأمر الذي جعل نقل الماشية والبضائع بين الجبلين يعتبر شبه مستحيل لصعوبة الطرق.
بني الجسر في عام ((1323 هجرية) ـ (1905 ميلادية)) في عهد الإمام يحيى بن محمد حميد الدين.
وتعتبر الهندسة المعمارية للجسر واحدة من أهم سماته، فقد أقيم على أخدود شديد الانحدار يفصل بين جبلي شهارة الفيش وشهارة الأمير يبلغ ارتفاعه من أسفله إلى أعلى قمة الجبل حوالي (200 متر)، أقيم هذا الجسر على ارتفاع (50 متراً) من أسفل الأخدود، في منطقة يبلغ مسافتها (20 متراً) ونتيجة للارتفاع البالغ (50 متراً) من قاع الأخدود فقد بنيت في الأسفل عدة جسور ونوبة ـ برج ـ تم الاعتماد عليها في إقامة هذا الجسر  إذ كانت تستخدم لنقل الأحجار ومواد البناء إلى أعلى المنطقة التي اختيرت لإقامة الجسر والتي مُهدت قبل البدء بالبناء عليها لأن صخورهـا ملساء، بعد ذلك أقيم جسما الجسر على الجبل الشرقي وعلى الجبل الغربي بلغ ارتفاع كل منهما (10 أمتار)، وبالاستناد على ذلكما الجسمين تم عمل عقد الجسر الذي ربط بين الجسمين ليصل بعدها طول الطريق بين الجبلين إلى (20 متراً) وعرضها (3 أمتار)،  ولا زالت آثار الجسور التحتية التي استخدمت لنقل مواد البناء إلى الأعلى قائمة، أما النوبة فقد تهدمت مبانيها.
وأغلب المصادر البحثية باللغة الإنجليزية، تقول إن جسر شهارة بني قبل أكثر من 400 عام وقد استغرق بناءه ثلاثة اعوام وان كلفة بنائه بلغت 100 الف ريال ذهب (ريال فرنسي) العملة المتداولة حينها وهو مبلغ يعد كبير في وقتها.
هذا وقد أقيمت على جسم الجبل الغربي طريق حجرية مرصوفة تبدأ من بداية الجسر إلى الأعلى؛ ونتيجة للانحدار الشديد للصخور فقد اضطر المعمار إلى بناء عقود لكي تقوم عليها عمارة الطريق المرصوفة وتعتبر الطريق المرصوفة والجسر تحفة معمارية رائعة وعملاً هندسياً عظيماً، إلى جانب أهميته في تسهيل حركة التنقل بين الجبلين.
ورد في بعض الروايات أن الذي قام ببنائه وتصميم تركيبته الفنية والهندسية والمعمارية هو الأسطى صالح عبد الله الذي عرفه الناس بهذا الاسم في العام 1905م.
لقد أصبح هذا الجسر، جنبا إلى جنب مع دار الحجر ومدينة شبام حضرموت المسورة ، أحد الصور الرئيسية للسياحة اليمنية،  حيث يظهر على عملة العشرة ريالات النقدية. ولو كانت الطريق لبلوغه سهلة لكان أحد المواقع السياحية المهمة في الشرق الأوسط.

### حصن الناصرة
حصن الناصرة أو دار الناصرة هو واحد من المباني التي أقامها العثمانيين في الفترة الأولى لحكمهم اليمن، فقد بُني في أواخر (القرن العاشر الهجري)، ويقع على ربوة مرتفعة في المدينة من جهة الغرب، ويشرف على مدينة «شهارة الأمير» وعلى معظم جبال الأهنوم من جهة الجنوب، يتكون الحصن من سور يحيط بمبنى مكون من أربعة أدوار، ويتم الوصول إلى داخل الحصن من خلال بوابة أقيمت في الجهة الغربية وقد أقيم عليها غرف استخدمت للحراسة.
وبعد تجاوز البوابة ستجد هناك بركة ماء كبيرة ـ صهريج ـ يطلق عليها اسم (الشحنة) والتي كانت تستخدم للحامية العسكرية العثمانية، كما يوجد مسجد صغير، ومبانٍ ملحقة بالحصن مثل أبراج الحراسة.
أما مبنى الحصن الرئيسي فهو مبنى كبير مكون من أربعة أدوار، يتم الصعود إلى الأدوار العليا عبر سلمين داخليين، ويحتوي كل دور على غرفة متسعة يطلق عليها ـ المفرج ـ إضافة إلى الكثير من الغرف الصغيرة.

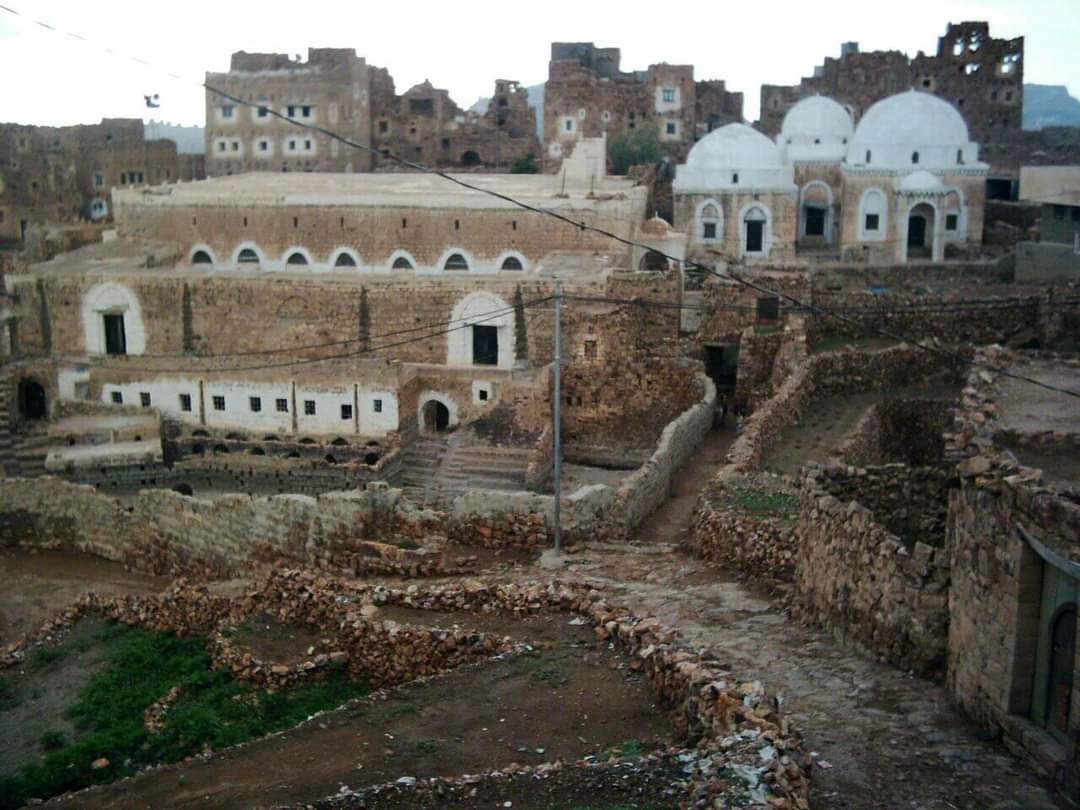
جامع الامام القاسم بن محمد في جبل شهارة

#### جامع الإمام القاسم
أقيم هذا الجامع في عهد الإمام "القاسم بن محمد بن علي، وكان الانتهاء من بنائه في سنة (1025 هجرية)، ثم زاد فيه الإمام المتوكل "إسماعيل بن القاسم" في الجهة الشمالية إذ بنى فيها رواق القبلة وانتهى منه في سنة (1074 هجرية).
مكونات الجامع:

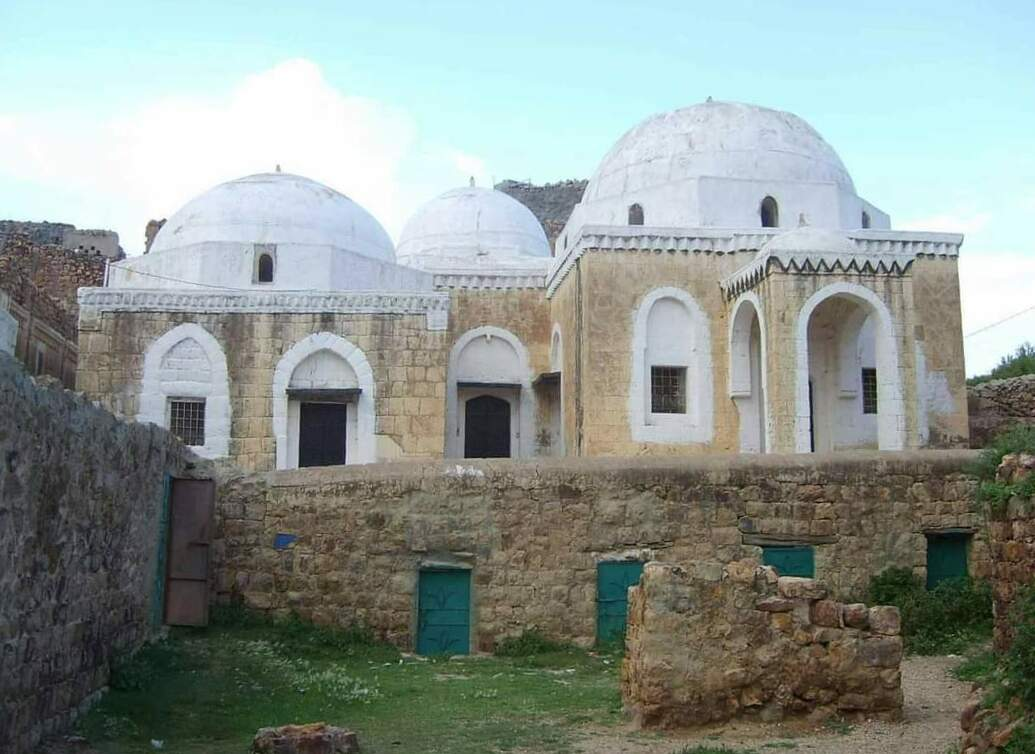
صورة القباب الثلاث في جامع القاسم في شهارة

يتكون الجامع من بيت الصلاة (رواق القبلة) ورواقين جانبين والرواق الجنوبي وصحن مكشوف في الوسط، وهناك ـ أيضاً ـ في جنوب الجامع فناء مكشوف يطل على بركة كبيرة منحوتة في صخر الجبل، وإلى الشرق من الجامع هناك عشرات من المنازل العامرة والتي كانت في السابق سكناً داخلياً للطلاب الوافدين إلى المدينة للدراسة في جامعها، وكانت هذه المدينة واحدة من هِجَر العلم  التي كانت تضاهي صعدة، وذمار، وزبيد، كما تزعمت ـ أيضاً ـ وبشكل مميز نشر المذهب الزيدي خلال فترات الضعف في مراكز صعدة وإلى جانب تلك المساكن هناك ثلاث قباب مشهورة، تقع ـ أيضاً ـ إلى شرق الجامع، يوجد فيها أضرحة الأئمة «القاسم بن محمد» المتوفى في سنة (1029 هجرية)، وقبر «المؤيد بن القاسم بن محمد» المتوفى سنة (1054 هجرية)، وقبر الإمامين «الحسين»، و«الحسن» ابني الإمام «القاسم بن المؤيد بن القاسم بن محمد»، توفى الإمام «الحسين» في سنة (1129 هجرية)، وتوفي الإمام «الحسن» في سنة (1156 هجرية).
وتعتبر هذه الثلاث القباب أحد معالم مدينة «شهارة الأمير»، وذلك لجمال منظرها بين المساكن المبنية بالأحجار بينما طليت هذه القباب باللون الأبيض.
لا تزال مدينة شهارة التاريخية قائمة بكل مكوناتها المعمارية (شهارة الأمير، شهارة الفيش)، والجسر الهندسي المعماري الذي يصل بين الجبلين والشهارتين يعكس مدى قدرة إبداع المعمار اليمني، أمَّا المرافق التابعة لها من حصون، وأسوار، وأبواب قديمة، ومساجد، ومدارس تاريخية، وأحياء عتيقة وصهاريج المياه، ومدافن الحبوب، فجميعها بحالة جيدة، ما عدا باب النصر الذي يقع في الجهة الغربية للمدينة تم إزالته أثناء شق طريق للسيارات إلى المدينة في حين كان الباب واسعاً وبالإمكان مرور السيارات من خلال البوابة التاريخية، وجميع الأبواب مصنوعة من خشب الطنب القوية المقاومة لعوامل التقادم الزمني، كما يوجد بعض الأبراج المحيطة بالأبواب مهدمة وأجزاء من السور ـ أيضاً ـ مهدمة، توجد منشآت حفظ المياه وهي عبارة عن مآجل – أحواض ماء - منحوتة في الصخور.

## دور شهارة العلمي والثقافي
لم تخل مدينة شهارة من العلم والتدريس منذ عصر الأمير “ذي الشرفين” إلى اليوم، فقد كان عدد طلاب المكتب في عهد الأمير ذي الشرفين “761” طالبا، واستمر هذا الدور لمدينة شهارة بعد الأمير ذي الشرفين، فسكنها الفضلاء والعلماء، حتى اتخذها الإمام القاسم بن محمد عاصمة له، في القرن الحادي عشر، وتحديدا في سنة 1006هـ، ومنذ ذلك الحين ظهرت مدينة شهارة في الساحة الإسلامية كواحدة من أهم المدن العلمية الشهيرة، فازدهر فيها العلم، وأصبحت مركزاً علمياً هاماً، يقصدها العلماء ويشد الرحال نحوها الفضلاء، ويأوي إليها الأئمة.
وبعد وفاة الإمام القاسم بن محمد تنامى ذلك الدور وخاصة في دولتي ولديه المؤيد والمتوكل، وهكذا حافظت شهارة على ذلك الدور، فنبغ فيها المئات من الأئمة والمجتهدين، وتخرج منها الآلاف من العلماء والفقهاء وطلاب العلوم من جميع أقطار اليمن. فصارت زهرة المدائن، وعاصمة العواصم، وهجرة العلوم ومأوى الأفئدة، حتى تخرج منها كبار الأعلام، ومشائخ الإسلام، أمثال أولاد القاسم بن محمد بن علي وأحفاده، وشيخ الإسلام أحمد بن سعد الدين المسوري، والعلامة أحمد بن محمد بن صلاح الشرفي، والعلامة عبد الله بن أحمد بن إبراهيم الشرفي صاحب تفسير المصابيح، والعشرات غيرهم.

## أعلام من مدينة شهارة
- الإمام القاسم بن محمد.
- محمد بن القاسم بن محمد.
- جابر بن علي بن عواض العيزري
- شيخ الإسلام أحمد بن سعد الدين المشتري.
- إبراهيم العيزري
- أحمد بن محمد بن صلاح الشرفي
- عبدالله بن أحمد بن إبراهيم الشرفي

### أعلام المدينة من النساء
من أعلام مدينة شهارة من النساء زينب بنت محمد بن أحمد بن الإمام الناصر الحسن بن علي بن داود، الأديبة، اليمنية، الشهارية: عالمة، كاملة، فاضلة، شاعرة، أديبة، مولدها بمدينة شهارة، من بلاد الأهنوم، وبها نشأت في حضن والدتها أسماء بنت المؤيد محمد بن القاسم وأخوالها وقرأت في النحو والمنطق والأصول والنجوم والرمل وبرعت في الأدب والشعر واشتهرت فأصبحت أشهر شاعرات اليمن بعد الألف، تزوجها الأمير الشهير الشاعر علي بن المتوكل إسماعيل ثم فارقها وبينهما مساجلات ومكاتبات رائعة ثم تزوجها علي بن أحمد بن الإمام القاسم صاحب صعدة، وطلقها فتزوجها طالب بن الإمام المهدي فما أحبته فكان الفراق ومكثت آخر أيامها في شهارة وبها توفيت في محرم. لها عدة مؤلفات في مجالات عدة منها:
- رسالة أدبية (إلى زوجها الأمير علي بن الإمام المتوكل إسماعيل).
- ستة عشر قصيدة ومقطوعة شعرية (جمعت مع رسالتها وترجمة موسعة لحياتها في كتاب «زينب بنت محمد الشهارية» لعبد السلام الوجيه.[38]

مقتطفات من قصائدها}}
| اصخ لي أيها الملك الهمام |  | عليك صلاة ربك والسلام      |
| إليك ركائب الآمال أمت    |  | تيقن أن مطلبها امام        |
| أتيتك شاكياً من ريب دهر   |  | به عز المعين فلا يرام      |
| به عيل الوفاء فلا وفلاء  |  | به فقد الذمام فلا ذمام     |
| ولا الآباء والابناء فيه  |  | ولا الاخوان بينهم التآم    |
| وفدت على كريم اريحي      |  | سخي ليس يعروه السآم        |
| يجود بصافنات الخيل تزهو  |  | بعسجدها إذا شح اللآم       |
| يجود بيعملات العيس تنؤ   |  | باثقال يجاذبها الزمام      |
| بكم لا شك تنتظم المعالي  |  | كسلك الدر يجمعه النظام     |
| وأنت أبا الحسين أجل قدراً |  | من الاكفا وإن جحدوا ولاموا |
| علوت عليهم كرما وفضلا    |  | وما استوت المناسم والسنام  |
| تلذ لك المروأة وهى توذي  |  | ومن يعشق يلذ له الغرام     |
| لقد حسنت بك الأيام حتى   |  | كأنك في فم الدهر ابتسام    |

## أعلام شهارة في العصر الراهن
ترجم القاضي إسماعيل بن علي الأكوع في كتابه (هجر العلم ومعاقله في اليمن) لـ (124علماً من أعلام شهارة ومن أشهرهم :
- محمد بن محمد المنصور (بالألمانية: Mohammed bin Mohammed al-Mansur)‏ (و. 1917 – 2016 م) هو إمام يمني، توفي عن عمر يناهز 99 عاماً.
- يحيى بن محمد أحمد المتوكل (1942 - 2003) سياسي يمني، ولد في مدينة شهارة، وتوفي في الطريق بين مدينة عدن ومدينة لحج بانقلاب لسيارته. التحق بكلية الطيران والمظلات فتخرج فيها عام 1961، وحصل على دورة أركان حرب من الاتحاد السوفيتي عام 1965.
- محمد بن حسين العرشي(1313هـ - 1390هـ) عالم قاضي شاعر، من مواليد مدينة شهارة.الدكتور محمد عبدالملك المتوكل

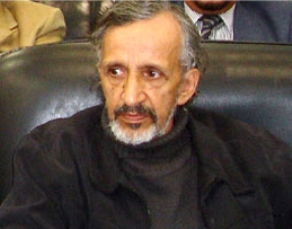
الدكتور محمد عبدالملك المتوكل

- محمد عبد الملك المتوكل (1942 - 2 نوفمبر 2014) كان أكاديميا وسياسيا يمنيا أُغتيل في 2 نوفمبر 2014 بالعاصمة اليمنية صنعاء.

## مكتبة جامع شهارة
تأسست المكتبة منذ بناء الجامع، وأوقفت على طلاب العلم، وحوت الكثير من كتب خزانة الإمام القاسم بن محمد (المتوفى 1029هـ) وأولاده وأحفاده، ومع مرور الأيام وقف لها الكثير من الكتب، لكنها تعرضت للضياع والنهب في أكثر من فترة من فترات الفوضى، حتى أن مصحف الإمام القاسم بن محمد وبعض أخشاب تابوته أعيدت من المخا بعد أن كان قد تعرض للسرقة.

### طريقة تكوين المكتبة
- الوقف
- الوصايا
- الاستنساخ
- الشراء.[40]

عدد المخطوطات المتبقية:
قرابة 120 مجلداً إضافة إلى عشرات المصاحف المخطوطة.

### تأريخ انتماء المخطوطات
بعضها يعود إلى القرن السابع والثامن ، والأغلب يرجع تأريخه إلى القرن التاسع والعاشر والحادي عشر الهجري.

### تصنيف المجموعات
- التفسير وعلوم القرآن
- الأصولين
- الفقه
- المواريث
- الحديث
- التأريخ والتراجم
- الأدب والبلاغة
- المنطق.[40]

### طريقة الاستفادة منها
في الماضي كان هنالك نظام للإعارة بضمان لطلاب العلوم الشرعية في الجامع، ولأنه بعد ضياع الكثير من الكتب لم يعد الأمر كما كان، وقد نقلت المكتبة إلى مكان خاص في أحد منازل القائمين على الجامع بمدينة شهارة خوفاَ من ضياع وسرقة بقيتها.

### أهم مخطوطاتها النادرة
- نور الأبصار المنتزع من كتاب الانتصار للإمام يحيى بن حمزة، تأليف يوسف بن أحمد بن عثمان، خُطّ سنة 906هـ.
- تفسير الإمام القاسم بن محمد (967-1029هـ).
- تحكيم العقول في علم الأصول للحاكم الجشمي (نسخة نادرة لا وجود لنسخة أخرى مشابهة خُطت سنة 629هـ) .
- مجموع يحتوي على كتاب المقالات في أبي علي الجبائي المعتزلي.
- كتاب التحريش لضرار الكوفي (خُطّ سنة 540هـ) وهو النسخة الوحيدة لهذا الكتاب النادر.[40]

## دور شهارة التاريخي
للموقع الاستراتيجي الذي تتمتع به مدينة شهارة، ولتحصينها، قد أولاها الأمير “ذو الشرفين” اهتماماً كبيراً، واتخذها معقلاً لصد هجمات الصليحيين، فكان لها الدور الرئيسي في تراجعهم إلى صنعاء، إثر الهزيمة التي لحقتهم حول “شهارة” من الأمير “ذي الشرفين” في سنة (462هـ)، فزادت شهرتها وعلا صيتها، وحين استقر الأمير “ذو الشرفين” بها، حث أتباعه وشيعته بالهجرة إليها، فأصبحت منطلقاً لعمليات الأمير السياسية والعسكرية ومركزاً وحاضرة لإمارته الفتيَّة، ثم اتجه الأمير إلى الاهتمام العمراني بها، فكانت له إصلاحات عديدة فيها، واستمر هذا الدور الإصلاحي في عهد أبنائه. تعرضت مدينة شهارة للغزو من قبل العثمانيين في غزوهم الأول لليمن، حالها في ذلك حال بقية المدن اليمنية، حتى حررها المنصور القاسم بن محمد بن علي من أيديهم في ثورته ضد الغزاة والمعتدين، واتخذها عاصمة لدولته، ومنطلقاً لطرد الغزاة العثمانيين من بقية المناطق اليمني، فظلت عاصمته حتى وفاته سنة 1029هـ، وبعد وفاته خلفه ولده الإمام المؤيد محمد بن القاسم، والذي اتخذها أيضاً عاصمة ومقراً له؛ لطرد بقية الغزاة، ومواصلة مسيرة أبيه في تحرير أرض اليمن.
وفي عصر الإمام يحيى حميد الدين زاد هذا الدور العلمي والسياسي، حين اتخذها الإمام مقراً ومنطلقاً في مواجهته للغزو العثماني الثاني على اليمن، حين استقدمت القوات الغازية العثمانية قواتاً إضافية من اسطنبول، بعد الهزائم المتلاحقة التي ألحقها بها اليمنيون بقيادة الإمام يحيى حميد الدين؛ إذ جاءت القوات بقيادة الباشا “أحمد فيضي” مزودة بأحدث المعدات من مدفعية ثقيلة وأسلحة نارية خفيفة، وما أن وصلت تلك القوات إلى أسفل جبل “شهارة” – بقوة تتألف من 10 طوابير بكامل معداتها- حتى باغتتهم الهزيمة من كل جانب، فقد أعد الإمام يحيى خطة دفاعية فريدة؛ حيث جمع القبائل المجاهدة، فباغت القوات الغازية بقذائف الأحجار الضخمة، بإسقاطها من قمم جبال “شهارة” الجاثمة في الوديان الضيقة، فتلقت القوات الغازية هزيمة ، وفر قائدها وبعض قواته التي سلمت من القتل.

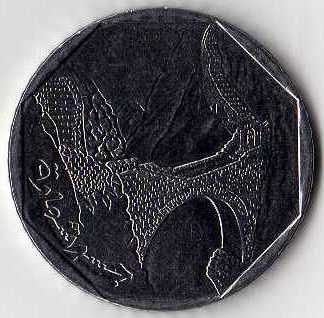
جسر شهارة منحوت على عملة معدنية يمنية